# Björnviken, Kvillinge
Björnviken är ett säteri vid Bråviken, Kvillinge socken, Norrköpings kommun.
Björnviken förvärvades 1622 med frälserätt av köpmannen, senare landshövding Peter Kruse, vars ättlingar, adlade Crusebjörn, förlorade godset vid reduktionen. Det inköptes i början av 1700-talet av riksrådet Jacob Reenstierna, såldes av hans sonson på 1750-talet till assessor Carl Niklas Wadström, 1783 av denne till Fredrik Ulrik von Friesendorff, genom vars sondotters ingifte i släkten Stiernstedt godset hamnade i denna ätts ägo.
Den äldre huvudbyggnaden brändes 1719 av ryssarna, och den nuvarande sätesbyggningen är från början av 1800-talet.
Björnviken ägs numera (2020) av familjen Robaeus.